# Gábor Tarkövi
Gábor Tarkövi (* 1969 in Esztergom, Volksrepublik Ungarn) ist ein ungarischer Trompeter und seit 2018 Professor für Trompete an der Universität der Künste Berlin.

## Leben
Gábor Tarkövi entstammt einer donauschwäbischen Musikerfamilie. Den ersten Unterricht auf der Trompete erhielt er, wie sein Bruder Stefan, im Alter von neun Jahren bei seinem Vater István Tarkövi. Er wuchs in Csolnok auf und besuchte das Musikgymnasium Richter János der Stadt Győr. Anschließend studierte er ab 1987 bei György Geiger an der Pädagogischen Hochschule Franz Liszt in Budapest und ab 1990 bei Frigyes Varasdy an der Franz-Liszt-Musikakademie. Musikalisch beeinflusst haben Tarkövi des Weiteren György Kurtág und Hans Gansch.
Im Jahr 1991 war er als stellvertretender Solotrompeter bei der Württembergischen Philharmonie Reutlingen tätig und ab 1994 als Solotrompeter beim Berliner Sinfonie-Orchester. 1999 wechselte er zum Symphonieorchester des Bayerischen Rundfunks, fünf Jahre später, 2004, schließlich zu den Berliner Philharmonikern. Dort spielte er bis 2019 und war in dieser Zeit zudem Dozent an der Karajan-Akademie der Berliner Philharmoniker. Tarkövi ist außerdem im Bereich der Kammermusik tätig, u. a. als Mitglied der Blechbläserensembles Pro Brass, Austrian Brass Connection, Wien-Berlin Brass Quintett und Berlin Philharmonic Brass Trio.
Tarkövi tritt weltweit als Solist auf, auch als Gastsolist mit namhaften Orchestern. Zudem hält er Meisterkurse auf der ganzen Welt. Seit 2018 ist er Professor für Trompete an der Universität der Künste Berlin.

## Diskografie
- 2014: Arioso & Brilliante (Tudor Classics), mit Peter Kofler (Orgel)
- 2010: Trumpet Concertos (Tudor Classics), mit den Bamberger Symphonikern
- 2009: Italian Trumpet Concertos (Tudor Classics), mit Mojca Erdmann (Sopran) und dem Kammerorchester des Bayerischen Rundfunks
- 2007: On The Road (Schagerl Records), mit Tamás Velenczei (Trompete)